# Campeonato Europeu de Esportes Aquáticos de 2014
O Campeonato Europeu de Esportes Aquáticos de 2014 foi a 32ª edição do evento organizado pela Liga Europeia de Natação (LEN). A competição foi realizada entre os dias 13 e 24 de agosto de 2014 no Velódromo de Berlim, em Berlim na Alemanha. 

## Medalhistas

### Natação
Os resultados foram os seguintes. 
Masculino
| Evento                   | Ouro | Ouro     | Prata | Prata    | Bronze | Bronze   |
| 50 m Livre detalhes      | Florent Manaudou · França                                                                                            | 21.32    | Konrad Czerniak · Polónia                                                                                                   | 21.88    | Ari-Pekka Liukkonen · Finlândia                                                                                           | 21.93    |
| 100 m Livre detalhes     | Florent Manaudou · França                                                                                            | 47.98    | Fabien Gilot · França | 48.36    | Luca Leonardi · Itália | 48.38    |
| 200 m Livre detalhes     | Velimir Stjepanović · Sérvia                                                                                         | 1:45.78  | Paul Biedermann · Alemanha                                                                                                  | 1:45.80  | Yannick Agnel · França | 1:46.65  |
| 400 m Livre detalhes     | Velimir Stjepanović · Sérvia                                                                                         | 3:45.66  | Andrea Mitchell D'Arrigo · Itália                                                                                           | 3:46.91  | Jay Lelliott · Reino Unido                                                                                                | 3:47.50  |
| 800 m Livre detalhes     | Gregorio Paltrinieri · Itália                                                                                        | 7:44.98  | Pál Joensen · Ilhas Feroé                                                                                                   | 7:48.49  | Gabriele Detti · Itália                                                                                                   | 7:49.35  |
| 1500 m Livre detalhes    | Gregorio Paltrinieri · Itália                                                                                        | 14:39.93 | Pál Joensen · Ilhas Feroé                                                                                                   | 14:50.59 | Gabriele Detti · Itália                                                                                                   | 14:52.53 |
| 50 m Costas detalhes     | Vladimir Morozov · Rússia                                                                                            | 24.64    | Jérémy Stravius · França | 24.84    | Chris Walker-Hebborn · Reino Unido                                                                                        | 25.00    |
| 100 m Costas detalhes    | Chris Walker-Hebborn · Reino Unido                                                                                   | 53.32    | Jérémy Stravius · França | 53.64    | Jan-Philip Glania · Alemanha                                                                                              | 54.15    |
| 200 m Costas detalhes    | Radosław Kawęcki · Polónia                                                                                           | 1:56.02  | Christian Diener · Alemanha                                                                                                 | 1:57.16  | Gábor Balog · Hungria | 1:57.42  |
| 50 m Peito detalhes      | Adam Peaty · Reino Unido                                                                                             | 27.00    | Giedrius Titenis · Lituânia                                                                                                 | 27.34    | Damir Dugonjic · Eslovênia                                                                                                | 27.48    |
| 100 m Peito detalhes     | Adam Peaty · Reino Unido                                                                                             | 58.96    | Ross Murdoch · Reino Unido                                                                                                  | 59.43    | Giedrius Titenis · Lituânia                                                                                               | 59.61    |
| 200 m Peito detalhes     | Marco Koch · Alemanha                                                                                                | 2:07.47  | Ross Murdoch · Reino Unido                                                                                                  | 2:07.77  | Giedrius Titenis · Lituânia                                                                                               | 2:08.93  |
| 50 m Borboleta detalhes  | Florent Manaudou · FrançaYauhen Tsurkin · Bielorrússia                                                               | 23.00    | sem premiação |          | Andriy Hovorov · UcrâniaBen Proud · Reino Unido                                                                           | 23.21    |
| 100 m Borboleta detalhes | Konrad Czerniak · Polónia                                                                                            | 51.38    | László Cseh · Hungria | 51.89    | Pavel Sankovich · Bielorrússia                                                                                            | 51.92    |
| 200 m Borboleta detalhes | Viktor Bromer · Dinamarca                                                                                            | 1:55.29  | Bence Biczó · Hungria | 1:55.62  | Paweł Korzeniowski · Polónia                                                                                              | 1:55.74  |
| 200 m Medley detalhes    | László Cseh · Hungria                                                                                                | 1:58.10  | Philip Heintz · Alemanha | 1:58.17  | Roberto Pavoni · Reino Unido                                                                                              | 1:58.22  |
| 400 m Medley detalhes    | Dávid Verrasztó · Hungria                                                                                            | 4:11.89  | Roberto Pavoni · Reino Unido                                                                                                | 4:13.75  | Federico Turrini · Itália                                                                                                 | 4:14.15  |
| 4x100 m Livre detalhes   | França · Mehdy Metella (48.69) · Fabien Gilot (47.85) · Florent Manaudou (47.54) · Jérémy Stravius (47.56)           | 3:11.64  | Rússia · Andrey Grechin (48.56) · Nikita Lobintsev (48.54) · Alexander Sukhorukov (47.58) · Vladimir Morozov (47.99)        | 3:12.67  | Itália · Luca Dotto (48.47) · Marco Orsi (48.36) · Luca Leonardi (47.69) · Filippo Magnini (48.26)                        | 3:12.78  |
| 4x200 m Livre detalhes   | Alemanha · Robin Backhaus (1:48.52) · Yannick Lebherz (1:48.73) · Clemens Rapp (1:46.80) · Paul Biedermann (1:44.95) | 7:09.00  | Rússia · Artem Lobuzov (1:48.18) · Dmitry Ermakov (1:47.90) · Alexander Krasnykh (1:47.19) · Alexander Sukhorukov (1:47.02) | 7:10.29  | Bélgica · Louis Croenen (1:48.41) · Glenn Surgeloose (1:48.56) · Emmanuel Vanluchene (1:48.25) · Pieter Timmers (1:45.17) | 7:10.39  |
| 4x100 m Medley detalhes  | Reino Unido · Chris Walker-Hebborn (54.04) · Adam Peaty (58.55) · Adam Barrett (50.69) · Ben Proud (48.45)           | 3:31.73  | França · Jeremy Stravius (53.79) · Giacomo Perez-Dortona (1:00.04) · Mehdy Metella (51.22) · Fabien Gilot (47.42)           | 3:32.47  | Hungria · László Cseh (54.38) · Dániel Gyurta (59.64) · Bence Pulai (52.01) · Dominik Kozma (47.08)                       | 3:33.11  |

Feminino
| Evento                   | Ouro | Ouro     | Prata | Prata    | Bronze | Bronze   |
| 50 m Livre detalhes      | Francesca Halsall · Reino Unido                                                                                                 | 24.32    | Sarah Sjöström · Suécia                                                                                             | 24.37    | Jeanette Ottesen · Dinamarca                                                                                             | 24.53    |
| 100 m Livre detalhes     | Sarah Sjöström · Suécia | 52.67    | Femke Heemskerk · Países Baixos                                                                                     | 53.64    | Michelle Coleman · Suécia                                                                                                | 53.75    |
| 200 m Livre detalhes     | Federica Pellegrini · Itália | 1:56.01  | Katinka Hosszú · Hungria                                                                                            | 1:56.69  | Femke Heemskerk · Países Baixos                                                                                          | 1:56.81  |
| 400 m Livre detalhes     | Jazmin Carlin · Reino Unido | 4:03.24  | Sharon van Rouwendaal · Países Baixos                                                                               | 4:03.76  | Mireia Belmonte Garcia · Espanha                                                                                         | 4:04.01  |
| 800 m Livre detalhes     | Jazmin Carlin · Reino Unido | 8:15.54  | Mireia Belmonte Garcia · Espanha                                                                                    | 8:21.22  | Boglárka Kapás · Hungria                                                                                                 | 8:22.06  |
| 1500 m Livre detalhes    | Mireia Belmonte Garcia · Espanha                                                                                                | 15:57.29 | Boglárka Kapás · Hungria                                                                                            | 16:03.04 | Martina Caramignoli · Itália                                                                                             | 16:05.98 |
| 50 m Costas detalhes     | Francesca Halsall · Reino Unido                                                                                                 | 27.81    | Georgia Davies · Reino Unido                                                                                        | 27.82    | Mie Nielsen · Dinamarca                                                                                                  | 27.98    |
| 100 m Costas detalhes    | Katinka Hosszú · HungriaMie Nielsen · Dinamarca                                                                                 | 59.63    | sem premiação |          | Georgia Davies · Reino Unido                                                                                             | 59.74    |
| 200 m Costas detalhes    | Duane Da Rocha · Espanha | 2:09.37  | Elizabeth Simmonds · Reino Unido                                                                                    | 2:09.66  | Daria Ustinova · Rússia                                                                                                  | 2.09.79  |
| 50 m Peito detalhes      | Rūta Meilutytė · Lituânia | 29.89    | Jennie Johansson · Suécia                                                                                           | 30.52    | Moniek Nijhuis · Países Baixos                                                                                           | 30.64    |
| 100 m Peito detalhes     | Rikke Møller Pedersen · Dinamarca                                                                                               | 1:06.23  | Jennie Johansson · Suécia                                                                                           | 1:07.04  | Arianna Castiglioni · Itália                                                                                             | 1:07.36  |
| 200 m Peito detalhes     | Rikke Møller Pedersen · Dinamarca                                                                                               | 2:19.84  | Molly Renshaw · Reino Unido                                                                                         | 2:23.82  | Jessica Vall Montero · Espanha                                                                                           | 2:24.08  |
| 50 m Borboleta detalhes  | Sarah Sjöström · Suécia | 24.98    | Jeanette Ottesen · Dinamarca                                                                                        | 25.34    | Francesca Halsall · Reino Unido                                                                                          | 25.39    |
| 100 m Borboleta detalhes | Jeanette Ottesen · Dinamarca | 56.51    | Sarah Sjöström · Suécia                                                                                             | 56.52    | Ilaria Bianchi · Itália                                                                                                  | 57.71    |
| 200 m Borboleta detalhes | Mireia Belmonte Garcia · Espanha                                                                                                | 2:04.79  | Judit Ignacio Sorribes · Espanha                                                                                    | 2:06.66  | Katinka Hosszú · Hungria                                                                                                 | 2:07.28  |
| 200 m Medley detalhes    | Katinka Hosszú · Hungria | 2:08.11  | Aimee Willmott · Reino Unido                                                                                        | 2:11.44  | Lisa Zaiser · Áustria | 2:12.17  |
| 400 m Medley detalhes    | Katinka Hosszú · Hungria | 4:31.03  | Mireia Belmonte Garcia · Espanha                                                                                    | 4:33.13  | Aimee Willmott · Reino Unido                                                                                             | 4:34.69  |
| 4x100 m Livre detalhes   | Suécia · Michelle Coleman (53.85) · Magdalena Kuras (55.55) · Louise Hansson (54.28) · Sarah Sjöström (52.14)                   | 3:35.82  | Países Baixos · Inge Dekker (54.50) · Maud van der Meer (54.49) · Esmee Vermeulen (54.49) · Femke Heemskerk (52.78) | 3:36.26  | Itália · Alice Mizzau (55.25) · Erika Ferraioli (54.14) · Giada Galizi (54.59) · Federica Pellegrini (53.65)             | 3:37.63  |
| 4x200 m Livre detalhes   | Itália · Alice Mizzau (1:58.34) · Stefania Pirozzi (1:57.63) · Chiara Masini Luccetti (1:58.06) · Federica Pellegrini (1:56.50) | 7:50.53  | Suécia · Michelle Coleman (1:57.20) · Louise Hansson (1:58.68) · Sarah Sjöström (1:53.64) · Stina Gardell (2:01.51) | 7:51.03  | Hungria · Zsuzsanna Jakabos (1:59.25) · Evelyn Verrasztó (1:59.69) · Boglárka Kapás (1:58.71) · Katinka Hosszú (1:56.58) | 7:54.23  |
| 4x100 m Medley detalhes  | Dinamarca · Mie Nielsen (1:00.37) · Rikke Møller Pedersen (1:06.07) · Jeanette Ottesen (56.15) · Pernille Blume (53.03)         | 3:55.62  | Suécia · Ida Lindborg (1:01.25) · Jennie Johansson (1:06.28) · Sarah Sjöström (55.47) · Michelle Coleman (53.04)    | 3:56.04  | Reino Unido · Georgia Davies (1:00.00) · Sophie Taylor (1:06.97) · Jemma Lowe (57.97) · Francesca Halsall (53.03)        | 3:57.97  |

Equipe mista
| Evento                  | Ouro | Ouro    | Prata | Prata   | Bronze | Bronze  |
| 4x100 m Livre detalhes  | Itália · Luca Dotto (48.78) · Luca Leonardi (48.01) · Erika Ferraioli (53.83) · Giada Galizi (54.40)             | 3:25.02 | Rússia · Andrey Grechin (48.76) · Vladimir Morozov (48.31) · Veronika Popova (53.96) · Margarita Nesterova (54.57) | 3:25.60 | França · Clément Mignon (48.89) · Grégory Mallet (48.49) · Anna Santamans (54.64) · Coralie Balmy (55.00)                | 3:27.02 |
| 4x100 m Medley detalhes | Reino Unido · Chris Walker-Hebborn (53.68) · Adam Peaty (59.30) · Jemma Lowe (57.51) · Francesca Halsall (53.53) | 3:44.02 | Países Baixos · Bastiaan Lijesen (55.19) · Bram Dekker (1:01.66) · Inge Dekker (56.81) · Femke Heemskerk (52.27)   | 3:45.93 | Rússia · Vladimir Morozov (53.81) · Vitalina Simonova (1:07.33) · Vyacheslav Prudnikov (52.58) · Veronika Popova (53.62) | 3:47.34 |

### Nado sincronizado
Os resultados foram os seguintes. 
Feminino
| Evento              | Ouro | Ouro    | Prata | Prata   | Bronze | Bronze  |
| Solo detalhes       | Svetlana Romashina · Rússia | 95.8333 | Ona Carbonell · Espanha | 93.7000 | Anna Voloshyna · Ucrânia | 92.3333 |
| Dueto detalhes      | Rússia · Daria Korobova · Svetlana Kolesnichenko | 96.1000 | Ucrânia · Lolita Ananasova · Anna Voloshyna | 92.9000 | Espanha · Ona Carbonell · Paula Klamburg | 92.1667 |
| Equipe detalhes     | Rússia · Vlada Chigireva · Svetlana Kolesnichenko · Anisya Olkhova · Elena Prokofyeva · Alla Shishkina · Maria Shurochkina · Gelena Topilina · Darina Valitova · Liliia Nizamova (reserva) · Mikhaela Kalancha (reservea)                                               | 96.8333 | Ucrânia · Lolita Ananasova · Olena Grechykhina · Olga Kondrashova · Oleksandra Sabada · Kateryna Sadurska · Anastasiya Savchuk · Kseniya Sydorenko · Anna Voloshyna · Oleksandra Kashuba (reservea) · Dana-Mariia Klymenko (reservea) · Kateryna Reznik (reservea) · Olha Zolotarova (reservea) | 94.0667 | Espanha · Clara Basiana · Alba María Cabello · Ona Carbonell · Margalida Crespí · Sara Levy · Meritxell Mas · Cristina Salvador · Paula Klamburg · Clara Camacho (reservea) · Cecilia Jiménez (reserva)                                        | 92.4667 |
| Combinação detalhes | Ucrânia · Lolita Ananasova · Olena Grechykhina · Oleksandra Kashuba · Kateryna Reznik · Oleksandra Sabada · Kateryna Sadurska · Anastasiya Savchuk · Kseniya Sydorenko · Anna Voloshyna · Olha Zolotarova · Dana-Mariia Klymenko (reserva) · Olga Kondrashova (reserva) | 94.4333 | Espanha · Clara Basiana · Clara Camacho · Ona Carbonell · Margalida Crespí · Sara Gijon · Thaïs Henríquez · Cecilia Jiménez · Sara Levy · Meritxell Mas · Cristina Salvador · Alba María Cabello (reserva) · Paula Klamburg (reserva)                                                           | 93.0333 | Itália · Elisa Bozzo · Beatrice Callegari · Camilla Cattaneo · Linda Cerruti · Francesca Deidda · Costanza Ferro · Manila Flamini · Mariangela Perrupato · Dalila Schiesaro · Sara Sgarzi · Alessia Pezone (reserva) · Federica Sala (reserva) | 90.3333 |

### Maratona Aquática
Os resultados foram os seguintes. 
Masculino
| Evento         | Ouro                           | Ouro      | Prata                    | Prata     | Bronze                    | Bronze    |
| 5 km detalhes  | Daniel Fogg · Reino Unido      | 53:41.4   | Rob Muffels · Alemanha   | 54:01.8   | Thomas Lurz · Alemanha    | 54:02.6   |
| 10 km detalhes | Ferry Weertman · Países Baixos | 1:49:56.2 | Thomas Lurz · Alemanha   | 1:49:59.0 | Evgeny Drattsev · Rússia  | 1:50:00.6 |
| 25 km detalhes | Axel Reymond · França          | 4:59:18.8 | Evgeny Drattsev · Rússia | 4:59:31.2 | Edoardo Stochino · Itália | 5:08:51.0 |

Feminino
| Evento         | Ouro                                  | Ouro      | Prata                                 | Prata     | Bronze                    | Bronze    |
| 5 km detalhes  | Isabelle Härle · Alemanha             | 57:55.7   | Sharon van Rouwendaal · Países Baixos | 58:29.9   | Mireia Belmonte · Espanha | 58:41.4   |
| 10 km detalhes | Sharon van Rouwendaal · Países Baixos | 1:56:06.9 | Éva Risztov · Hungria                 | 1:56:08.0 | Aurora Ponselè · Itália   | 1:56:08.5 |
| 25 km detalhes | Martina Grimaldi · Itália             | 5:19:14.1 | Anna Olasz · Hungria                  | 5:19:21.0 | Angela Maurer · Alemanha  | 5:19:21.4 |

Equipe mista
| Evento          | Ouro                                                                     | Ouro    | Prata                                                                | Prata   | Bronze                                                | Bronze  |
| Equipe detalhes | Países Baixos · Ferry Weertman · Marcel Schouten · Sharon van Rouwendaal | 55:47.8 | Grécia · Spyridon Gianniotis · Antonios Fokaidis · Kalliopi Araouzou | 56:05.5 | Alemanha · Rob Muffels · Thomas Lurz · Isabelle Härle | 56:14.8 |

### Saltos Ornamentais
Os resultados foram os seguintes. 
Masculino
| Evento                                | Ouro                                       | Ouro   | Prata                                          | Prata  | Bronze                                          | Bronze |
| Trampolim 1 m individual detalhes     | Patrick Hausding · Alemanha                | 428.65 | Evgeny Kuznetsov · Rússia                      | 422.40 | Matthieu Rosset · França                        | 420.10 |
| Trampolim 3 m individual detalhes     | Patrick Hausding · Alemanha                | 487.85 | Ilya Zakharov · Rússia                         | 483.20 | Illya Kvasha · Ucrânia                          | 477.20 |
| Plataforma 10 m individual detalhes   | Victor Minibaev · Rússia                   | 586.10 | Tom Daley · Reino Unido                        | 535.45 | Sascha Klein · Alemanha                         | 530.90 |
| Trampolim 3 m sincronizado detalhes   | Rússia · Ilya Zakharov · Evgeny Kuznetsov  | 464.64 | Alemanha · Patrick Hausding · Stephan Feck     | 435.18 | Ucrânia · Oleksandr Gorshkovozov · Illya Kvasha | 433.98 |
| Plataforma 10 m sincronizado detalhes | Alemanha · Patrick Hausding · Sascha Klein | 461.46 | Bielorrússia · Vadim Kaptur · Yauheni Karaliou | 421.80 | Ucrânia · Oleksandr Bondar · Maksym Dolgov      | 415.17 |

Feminino
| Evento                                | Ouro                                             | Ouro   | Prata                                     | Prata  | Bronze                                    | Bronze |
| Trampolim 1 m individual detalhes     | Tania Cagnotto · Itália                          | 289.30 | Kristina Ilinykh · Rússia                 | 288.55 | Tina Punzel · Alemanha                    | 286.70 |
| Trampolim 3 m individual detalhes     | Nadezhda Bazhina · Rússia                        | 322.80 | Tania Cagnotto · Itália                   | 318.25 | Nora Subschinski · Alemanha               | 317.90 |
| Plataforma 10 m individual detalhes   | Sarah Barrow · Reino Unido                       | 363.70 | Noemi Batki · Itália                      | 346.40 | Yulia Prokopchuk · Ucrânia                | 341.35 |
| Trampolim 3 m sincronizado detalhes   | Itália · Tania Cagnotto · Francesca Dallape'     | 328.50 | Alemanha · Tina Punzel · Nora Subschinski | 313.50 | Ucrânia · Olena Fedorova · Anna Pysmenska | 307.20 |
| Plataforma 10 m sincronizado detalhes | Rússia · Ekaterina Petukhova · Yulia Timoshinina | 314.70 | Alemanha · Maria Kurjo · My Phan          | 290.01 | Hungria · Villő Kormos · Zsófia Reisinger | 279.48 |

Equipe
| Evento          | Ouro                                        | Ouro   | Prata                                         | Prata  | Bronze                                | Bronze |
| Equipe detalhes | Rússia · Viktor Minibaev · Nadezhda Bazhina | 416.90 | Ucrânia · Oleksandr Bondar · Yulia Prokopchuk | 409.75 | Alemanha · Sascha Klein · Tina Punzel | 390.95 |

## Quadro de medalhas
| Ordem | País          | Medalha de ouro | Medalha de prata | Medalha de bronze | Total |
| ----- | ------------- | --------------- | ---------------- | ----------------- | ----- |
| 1     | Reino Unido   | 11              | 8                | 8                 | 27    |
| 2     | Rússia        | 9               | 7                | 3                 | 19    |
| 3     | Itália        | 8               | 3                | 12                | 23    |
| 4     | Alemanha      | 6               | 8                | 8                 | 22    |
| 5     | Dinamarca     | 6               | 1                | 2                 | 9     |
| 6     | Hungria       | 5               | 6                | 6                 | 17    |
| 7     | França        | 5               | 4                | 3                 | 12    |
| 8     | Suécia        | 3               | 6                | 1                 | 10    |
| 9     | Espanha       | 3               | 5                | 5                 | 13    |
| 10    | Países Baixos | 3               | 5                | 2                 | 10    |
| 11    | Polónia       | 2               | 1                | 1                 | 4     |
| 12    | Sérvia        | 2               | 0                | 0                 | 2     |
| 13    | Ucrânia       | 1               | 3                | 7                 | 11    |
| 14    | Lituânia      | 1               | 1                | 2                 | 4     |
| 15    | Bielorrússia  | 1               | 1                | 1                 | 3     |
| 16    | Ilhas Feroé   | 0               | 2                | 0                 | 2     |
| 17    | Grécia        | 0               | 1                | 0                 | 1     |
| 18    | Eslovênia     | 0               | 0                | 1                 | 1     |
| 18    | Finlândia     | 0               | 0                | 1                 | 1     |
| 18    | Bélgica       | 0               | 0                | 1                 | 1     |
| 18    | Áustria       | 0               | 0                | 1                 | 1     |
| Total | Total         | 66              | 62               | 65                | 193   |

Legenda
| Recorde mundial       | Recorde mundial (World record)               |                       | Recorde africano                      | Recorde africano (African) |                                           | Q | Classificado por posição (Qualified) |
| Recorde do campeonato | Recorde do campeonato (Championship record)  | Recorde da América    | Recorde da América (Americas)         | q                          | Classificado por melhor tempo (Qualified) |   |                                      |
| Melhor marca do ano   | Melhor marca do ano (World leading)          | Recorde asiático      | Recorde asiático (Asian)              | DNS                        | Não largou (Did not start)                |   |                                      |
| Recorde nacional      | Recorde nacional (National record)           | Recorde europeu       | Recorde europeu (European)            | DNF                        | Não terminou (Did not finish)             |   |                                      |
| Recorde pessoal       | Recorde pessoal do atleta (Personal best)    | Recorde da Oceania    | Recorde da Oceania (Oceania)          | DSQ / DQ                   | Desclassificado (Disqualified)            |   |                                      |
| Recorde da temporada  | Recorde da temporada do atleta (Season best) | Recorde sul-americano | Recorde sul-americano (South America) | NM                         | Sem marca (No mark)                       |   |                                      |